# Richard Johnson (révérend)
Pour les articles homonymes, voir Richard Johnson.
Richard Johnson, né en mars 1755 ou mars 1756 à Welton (Yorkshire) et mort le 13 mars 1827 à Londres, est un homme d'église britannique.
Il est le tout premier ecclésiastique chrétien de l'Australie.

## Biographie
Richard Johnson est le fils de John et Mary Johnson. Il est né à Welton , dans le Yorkshire et a fait ses études à la Hull Grammar School (en) où il est élève de Joseph Milner (en). En 1780, il entre au Magdalene College de Cambridge en tant que sizar (en) et obtient son diplôme en 1784. Son premier poste est à Boldre, où William Gilpin est vicaire. Après environ un an à Boldre, il s'installe à Londres pour travailler comme assistant d'Henry Foster, un prédicateur évangélique itinérant.
En 1786, il est nommé aumônier de la colonie pénitentiaire de la Nouvelle-Galles du Sud. Cette nomination esit due, en grande partie, à l'influence de l'Eclectic Society et de deux hommes notables, John Newton et William Wilberforce, qui souhaitaient un chrétien évangélique engagé pour assumer le rôle d'aumônier dans la colonie. Johnson et sa femme Mary naviguent avec la First Fleet et arrivent en Australie en 1788,. En plus de guider la vie spirituelle des condamnés, des soldats et des colons dans la nouvelle colonie, Johnson est chargé de fournir une éducation aux condamnés. Il mène son premier service chrétien le 3 février 1788 à Sydney Cove.
Le gouverneur Arthur Phillip étant principalement préoccupé par la recherche de moyens pour nourrir et loger les soldats et les condamnés dans les conditions difficiles de la colonie dans ses premières années, la main-d'œuvre ne peut être épargnée pour la construction d'une église. Les offices ont lieu en plein air et même quatre ans plus tard, lorsque Johnson fait appel à Phillip pour l'établissement d'églises à la fois à Sydney et à Parramatta, il n'obtient aucun succès. La situation est encore pire sous les lieutenants-gouverneurs Francis Grose et William Paterson. Grose porte de vagues accusations contre lui et Johnson fait de nombreuses plaintes concernant son traitement.
Il reçoit une concession de terre là où se trouve l'actuelle banlieue d'Ashbury et l'exploite avec un tel succès avec l'aide de quelques forçats qu'en novembre 1790, le capitaine Watkin Tench le qualifie de meilleur fermier du pays. Il plante des graines d'oranges et de citrons qu'il a obtenues à Rio de Janeiro, qui vont produire de bonnes récoltes de fruits.
En mai 1789, les Johnson ont accueilli chez eux une jeune fille indigène âgée d'environ 15 ans, appelée Araboo ou Boorong, qui a survécu à l'épidémie de variole de Sydney en 1789. Elle apprend un peu d'anglais et quelques coutumes occidentales et rend visite aux Johnson après son retour chez les siens,.
En 1790, le couple a une fille, qui reçoit le nom aborigène de Milbah. Ils ont également eu un fils en 1792.
Au début de 1793, Johnson s'occupe de l'aumônier malade de l'expédition espagnole de Alessandro Malaspina, le père José de Mesa, avec, selon le journal de l'expédition, « a kindness, spirit of unity and a simplicity that were truly of the Gospel »(« une gentillesse, un esprit d'unité et une simplicité qui étaient vraiment de l’Évangile »).
En juin 1793, fatigué d'attendre les autorités, il entreprend lui-même de construire une église et, en septembre, pour un coût d'environ 67 £, il termine un bâtiment pouvant accueillir 500 personnes. Même en tenant compte de la différence de pouvoir d'achat de la monnaie et de la fragilité relative de la structure, c'est une réalisation exceptionnelle. Cette église est incendiée en 1798. Johnson, avec sa femme Mary, éduquent ainsi entre 150 et 200 écoliers dans cette église.
Un aumônier adjoint, le révérend Samuel Marsden, est nommé la même année et arrive au début de 1794. En 1794, il publie An Address to the Inhabitants of the Colonies established in New South Wales and Norfolk Island et, en 1800, obtient un congé pour rentrer en Angleterre. Il navigue en octobre sur le Buffalo en octobre et ne reviendra finalement pas en Australie. En juin 1802, Philip Gidley King déclare dans une dépêche : « Je comprends que le révérend M. Johnson n'a pas l'intention de revenir ». Il prend pratiquement sa retraite en 1802, mais jusqu'en juillet 1805, il apparaît sur une liste d'officiers comme « On leave in England, no successor or second clergyman appointed ».
De retour en Angleterre, vers août 1801, Johnson devient vicaire auprès du révérend Thomas Dykes de St John's à Kingston-upon-Hull. Pendant ce temps, il a l'occasion d'influencer William Cowper, qui devient le troisième aumônier de la Nouvelle-Galles du Sud après avoir été recruté par Samuel Marsden. En novembre 1803, Johnson est vicaire à Bunwell dans le Norfolk, poste qu'il occupe jusqu'à ce qu'il déménage à West Thurrock en Essex, en avril 1809. En 1810, il est présenté par le roi aux paroisses unies de St Antholin et St John Baptist, à Londres. Il n'a jamais exercé les fonctions de vicaire à Ingham, malgré les affirmations souvent répétées, le Richard Johnson qui y a servi est un homonyme.
Johnson a continué à s'intéresser à l'Australie, apparaissant devant le comité restreint de la Chambre des communes sur les transports en 1812 et en 1815, il a recommandé John Youl comme aumônier à Port Dalrymple.
Il meurt le 13 mars 1827 et est inhumé à St Mary Aldermary à Londres.

## Télévision
Ewen Bremner joue son rôle dans la série télévisée Banished tandis que sa femme est interprétée par Genevieve O'Reilly.